# Morris Myer
Morris Myer (auch Morris Mayer, jiddisch מארריס מייער‎; * 1876 in Dărmănești bei Bacău, Rumänien; † 25. Oktober 1944) war ein rumänisch-britischer Journalist.

## Leben
Myer, der aus Rumänien stammte, arbeitete in seiner Jugend als Schmied in Bukarest, wo er auch Beiträge für sozialistische Zeitschriften verfasste. Von 1899 bis 1901 gab er eine zionistische Wochenzeitung heraus.
1902 kam Myer nach Großbritannien, wo er sich im Londoner East End niederließ. Dort wurde er sowohl in der Arbeiterbewegung als auch im jüdischen Gemeindeleben des Viertels wie der britischen zionistischen Bewegung aktiv. Praktischen Niederschlag fand dies in der Mitarbeit an jiddischen Zeitschriften.
Ab 1913 gab Myer Die Tsayt (auch Die Zayt), eine jiddische Tageszeitung für die jüdische Bevölkerung des East End, heraus. Dieser Aufgabe widmete er sich bis zu seinem Tod 1944. Obwohl die Zeitung auch religiöse Artikel veröffentlichte, war sie ihrem Profil nach eine allgemein informierende Tageszeitung für einen jiddischsprachigen Leserkreis. In den ersten drei Jahrzehnten ihres Erscheinens war diese Zeitung eines der wichtigsten meinungsbildenden Organe für die jüdische Bevölkerung Großbritanniens (chief molder of opinion among masses of Yiddish readers in England). In ihrer zionistischen Einstellung repräsentierte Die Tsayt in den ersten Jahren ihres Erscheinens noch eine Minderheitenmeinung in der jüdischen Bevölkerung des Landes. Nach Myers Tod erschien Die Zayt, herausgegeben von seinem Sohn Harry Myer (1903–1974), noch bis 1950, als sie aufgrund steigender Kosten und sinkender Leserzahlen eingestellt werden musste, was in der Literatur als Indikator für eine weitgehende Integration großer Teile der East-End-Juden in die britische Mainstream-Gesellschaft angesehen wird, die durch einen hohen Grad von Akkulturation gekennzeichnet war.
Als Vorsitzender der Vereinigung jüdischer Schriftsteller und Journalisten (Association of Jewish Writers and Journalists) spielte er eine wichtige Rolle bei der Pflege der jiddischen Literatur in Großbritannien.
Als Mitglied der Poale Zion war er ein prominentes Mitglied der britischen Zionistischen Vereinigung und nahm an verschiedenen Weltkongressen teil. Ab 1919 saß er im Vertretungsgremium der britischen Juden und gehörte dessen Unterausschuss für Auswärtige Angelegenheiten an.
Des Weiteren war Myer an der Gründung der Vereinigung jüdischer Hilfsorganisationen (Federation of Jewish Relief Organizations) beteiligt, als deren stellvertretender Vorsitzender er zeitweise amtierte.
Ende der 1930er Jahre geriet Myer aufgrund seiner Rolle als führende Persönlichkeit im jüdischen Leben Großbritanniens in das Visier der Polizeiorgane des NS-Staates, die ihn als wichtige Zielperson einstuften: Im Frühjahr 1940 setzte das Reichssicherheitshauptamt in Berlin ihn dann auf die Sonderfahndungsliste G.B., ein Verzeichnis von Personen, die im Falle einer erfolgreichen deutschen Invasion Großbritanniens durch die Sonderkommandos der SS-Einsatzgruppen mit besonderer Priorität ausfindig gemacht und verhaftet werden sollten.

## Schriften
- Der Sveting System, Vi Vert Men fun ihr Poter, 1907. („The Sweating System, How to Abolish It?“)
- A Yidishe Utopye, 1918. („A Jewish Utopia“)
- Dzhordzh Elyot, di Englishe Nevie fun der Renesans fun Idishen Folk, 1920. („George Eliot, English Prophetess of the Jewish People’s Renaissance“)
- Dos Organizirte Yidntum in England, 1943. („Organized Jewry in England,“ 1943)